# Черна шама
Черната шама (Copsychus cebuensis) е вид птица от семейство Muscicapidae. Видът е застрашен от изчезване.

## Разпространение
Видът е разпространен във Филипините.